# Enterographa mesomela
Enterographa mesomela är en lavart som beskrevs av Sparrius, Saipunkaew & Wolseley. Enterographa mesomela ingår i släktet Enterographa och familjen Roccellaceae.   Inga underarter finns listade i Catalogue of Life.